# Liste der Kilometersteine im Landkreis Hof
Die Liste der Kilometersteine im Landkreis Hof ist eine Übersicht über die historischen Kilometersteinsäulen im oberfränkischen Landkreis Hof in Bayern.
Die erhaltenen historischen Kilometersteine in Stadt und Landkreis Hof sind überwiegend Steinsäulen. Sie entstanden als Orientierungspunkte an Straßenrändern mit der Einführung des metrischen Längenmaßes 1868/72 in Deutschland. Der Meter löste die Meile ab. Mit den Steinsäulen gelang auch eine Vereinheitlichung der Wegmarken. Die Säulen sind in der Regel rund, etwa zwei Meter hoch und aus Granit. Sie verjüngen sich leicht nach oben und schließen kegelförmig ab. Die Steine sind heute Kleindenkmale und gelten teilweise auch als Baudenkmal. Die Steine dienen heute nicht mehr als Orientierung im Straßenverkehr und wurden unter anderem aus Sicherheitsgründen um 1980 entfernt oder versetzt.

## Liste der Kilometersteine
| Standort        | Beschreibung | Beschriftung                                                         | Ansicht |
| --------------- | --- | -------------------------------------------------------------------- | ------- |
| Gattendorf      | Der Kilometerstein wurde vor dem Rathaus als Kleindenkmal aufgestellt. Der ursprüngliche Standort lag an der Straße nach Oelsnitz an der Landesgrenze beim Bärenholz. | 14,6 nach Ölsnitz 10 Kilometer 10 nach Hof                           |         |
| Hof             | Schleizer Straße in Richtung Unterkotzau | 31,1 nach Schleiz 105 Kilometer 1,5 nach Hof                         |         |
| Haidt           | An der Bundesstraße 173 in der Mitte des Hofer Ortsteils Haidt | 23 nach Plauen 140 Kilometer 3,5 nach Hof                            |         |
| Kühschwitz      | An der Abzweigung nach Kühschwitz an der Kreisstraße HO 5 zwischen Kautendorf und Neukühschwitz | 10 nach Hof 10 Kilometer 4 nach Rehau                                |         |
| Lichtenberg     | Quadratische Säule am Ortsausgang von Lichtenberg in Richtung Bad Lobenstein | 1,6 nach Lichtenberg 45 Kilometer 7,3 nach Lobenstein                |         |
| Oberkotzau      | Ortseingang von Fattigau her kommend, auch Baudenkmal – die Säule befindet sich nicht an ihrem ursprünglichen Platz, sie wurde nachträglich wieder aufgestellt | 3,6 nach Schwarzenbach a.S. 95 Kilometer 8,5 nach Hof                |         |
| Rehau           | An der Staatsstraße St 2129 nach Regnitzlosau am Ortseingang von Rehau in Höhe der Ausfahrt Rehau-Nord der A 93 – Der Stein wurde 1980 entfernt und in der Straßenmeisterei Hof verwahrt. 2003 wurde er wieder an seinem ursprünglichen Standort aufgestellt. Quadratische Säule. | 1,5 nach Rehau 5 nach Regnitzlosau                                   |         |
| Schlegel        | Ortseingang, ursprüngliche Position ist 100 Meter entfernt | 2 nach Münchberg 120 Kilometer (nach Nürnberg) 19 nach Hof           |         |
| Schönlind       | An der Staatsstraße St 2192 zwischen Rehau und Neuhausen nach der Abzweigung nach Schönlind, unmittelbar an der deutsch-tschechischen Grenze. Die ursprüngliche Kilometersäule ging bei Bauarbeiten verloren. Wegen des grenzübergreifenden Bezugs wurde die heute zu sehende Säule als Ersatz gefertigt und aufgestellt.                                                              | Alt: 6 nach Rehau 20 Kilometer 6 nach Asch Neu: 20 6 km nach Asch 20 |         |
| Sparneck        | Zwischen Sparneck und Stockenroth | 1,3 nach Sparneck 5 Kilometer 5,5 nach Münchberg                     |         |
| Tauperlitz      | Ortseingang von Tauperlitz, von Hof bzw. Döhlau her kommend | 5 nach Hof 5 Kilometer 9 nach Rehau                                  |         |
| Töpen           | An der Bundesstraße 2, innerorts Hofer Straße, an der Abzweigung in Richtung Ortskern | 22 nach Schleiz 112,5 Kilometer 9 nach Hof                           |         |
| Untertiefengrün | Wegkreuzung im Ort: Hier verläuft die Staatsstraße St 2198 als Untertiefengrüner Straße von Tiefengrün ins thüringische Hirschberg. Es zweigt die Staatsstraße St 2192 über Lamitz nach Joditz ab. Der Stein wurde 1971 bei Bauarbeiten entfernt und befand sich bis 2014 beim Straßenbauamt Bayreuth im Bauhof in Naila. Ursprünglich war sein Standort auf der anderen Straßenseite. | 15 nach Hof 15 Kilometer 0,5 nach Hirschberg                         |         |
| Weißlenreuth    | Am Weißenlenreuther Berg von Konradsreuth kommend | 14 nach Hof 125 Kilometer – . - (nach Nürnberg) 7 nach Münchberg     |         |

## Verschwundene Kilometersteine
| Standort      | Beschreibung | Beschriftung                                     |
| ------------- | --- | ------------------------------------------------ |
| Bobengrün     | Eine quadratische Kilometersteinsäule bei Bobengrün wurde noch 1975 hergerichtet, aber 1985 entfernt.                                                                                             |                                                  |
| Hof           | An der Schleizer Straße in Höhe des Studentenberges – wegen Straßenverbreiterung in den wohl 1970er Jahren entfernt und im Hof des ehemaligen Eichamts am Mühldamm für Museumszwecke eingelagert. |                                                  |
| Rehau         | Ein entfernter Kilometerstein befand sich an der Bundesstraße 289 in Rehau, wo diese parallel zur Mozartstraße verläuft.                                                                          |                                                  |
| Volkmannsgrün | Die Kilometersäule wurde bei Straßenbauarbeiten entfernt. | 10,6 nach Naila 25 Kilometer 11,3 nach Münchberg |

## Baugleiche Säulen
| Standort    | Beschreibung | Beschriftung                            | Ansicht |
| ----------- | --- | --------------------------------------- | ------- |
| Helmbrechts | Landkreisgrenzsäule am Parkplatz an der Staatsstraße St 2195 zum Naturfreibad von Helmbrechts, der ursprüngliche Standort hat sich in unmittelbarer Nähe befunden. | Grenze der Bezirksämter Naila-Münchberg |         |